# Universidade Federal Fluminense
A Universidade Federal Fluminense (UFF) é uma instituição pública de ensino superior com sede em Niterói, no Estado do Rio de Janeiro. Foi criada pela lei nº 3.848, de 18 de dezembro de 1960, com o nome de Universidade Federal do Estado do Rio de Janeiro, com a sigla UFERJ, a partir da integração de faculdades no município de Niterói. A lei nº 4.831, de 5 de novembro de 1965, oficializou o nome atual, Universidade Federal Fluminense.
É considerada um dos principais centros de excelência no Brasil, ocupando o 17.º lugar no ranking das melhores universidades do país segundo o Center for World University Rankings (CWUR) e o 889.º lugar entre as 1 000 universidades do mundo ranqueadas pelo CWUR. A UFF figura entre as 15 melhores universidades da América Latina, segundo pesquisa recentemente publicada pelo "Webometrics Ranking of World Universities", o maior instituto público de pesquisas da Espanha, órgão ligado ao Ministério da Educação. De acordo com o Censo da Educação Superior 2009, realizado pelo Ministério da Educação, a UFF passou a ser, em número de matrículas presenciais de ensino de graduação, a 16.ª maior universidade, a sexta maior universidade pública e a terceira maior federal do país.

## História
A UFF foi criada em 1960, com o nome de Universidade Federal do Estado do Rio de Janeiro (UFERJ). Originou-se da incorporação de cinco faculdades federais já existentes em Niterói (Direito, Medicina, Odontologia, Farmácia e Veterinária) e três escolas estaduais (Engenharia, Serviço Social e Enfermagem) e agregação de duas faculdades particulares (Filosofia e Ciências Econômicas), posteriormente federalizadas e incorporadas, tendo seu nome atual, Universidade Federal Fluminense, homologado pela Lei nº 4.831, de 5 de dezembro de 1965.
De início a vida institucional da recém-criada universidade foi conturbada por uma acirrada luta pelo poder, em parte devido à heterogeneidade de sua formação e pela indefinição estatutária. Com a instauração do governo militar no país, a UFF se acomodou estruturalmente ao modelo imposto pela Lei nº 5.540/68, que impôs constituição interna às unidades de departamentos e agregação das unidades em centros temáticos. Com relação às finalidades, aquela que tradicionalmente recebeu demanda na UFF foi a do ensino, o que não a diferenciava das demais universidades brasileiras, incumbidas de formar recursos humanos para o desenvolvimento do país, profissionalizando-os. À pesquisa coube um papel mais formal. À extensão couberam funções diversas, contextualizadas ao sabor de políticas internas e externas. O estatuto da universidades foi aprovado pelo Conselho Federal de Educação em 1969.
Em 1977 o trecho sul do Aterro da Praia Grande, uma área aterrada na parcela litorânea de Niterói dentro da Baía de Guanabara, foi desapropriada pelo Governo Federal para a construção do Campus da Universidade Federal Fluminense, onde até então as suas várias faculdades estavam dispersos pela cidade - constituindo assim os atuais Campus do Gragoatá e Campus da Praia Vermelha.
Na década de 1990 a UFF expandiu sua estrutura e passou oferecer novos cursos em campi por vários municípios do interior do Rio de Janeiro. Paulatinamente a partir desses cursos foram sendo constituídos novos departamentos e faculdades. Na década de 2000, essas unidades interiorizadas passaram a transformar-se em Polo Universitários da UFF. Simultaneamente, nesta mesma década, os quatro centros universitários temáticos criados a partir do estatuto de 1969 (Centro de Ciências Médicas - CCM, Centro de Estudos Gerais - CEG, Centro Tecnológico - CTC, Centro Estudos Sociais Aplicados - CES) foram extintos.

### Estrutura
Atualmente, a UFF é constituída por 32 unidades de Ensino (16 institutos, 11 faculdades, 6 escolas, 1 colégio de aplicação), quatro polos no interior, 27 polos de educação a distância, uma unidade avançada em Oriximiná-PA, um núcleo experimental em Iguaba Grande e uma fazenda-escola em Cachoeiras de Macacu. São ao todo 94 departamentos de ensino e 27 polos de educação a distância. Na pós-graduação são 30 de doutorado, 43 de mestrado, 5 mestrados profissionalizantes e 131 cursos de pós-graduação lato sensu (especialização). São 71.883 estudantes de graduação, dos quais 49.843 em cursos presenciais e 21.681 em cursos a distância.
Ao todo, 10,5 mil estudantes recém-aprovados para mais de 136 cursos de graduações, espalhados no campus de Niterói e de outros nove municípios do Estado e a previsão para 2015 é que sejam 11,2 mil vagas. Atualmente a Universidade de São Paulo (USP) conta com 58 mil estudantes de graduação contra 49 mil da UFF. Para dar conta de todo esse contingente de alunos, a UFF possui 2 960 docentes, sendo 2 074 doutores e 717 mestres, dos quais 2 370 estão em regime de dedicação exclusiva e 121 em regime de 40 horas. Além disso, possui 4 695 servidores técnico-administrativos, 4 166 alunos de pós-graduação.
A universidade possui ainda uma instituição de ensino básico secundário vinculada, que serve de campo de pesquisa e prática a seus graduandos e pós-graduandos, o Colégio Universitário Geraldo Reis - COLUNI. Até 2008 a UFF possuía dois colégios agrícolas (Colégio Agrícola Nilo Peçanha - CANP, no município de Pinheiral, transferido para o Instituto Federal do Rio de Janeiro e o Colégio Técnico Agrícola Ildefonso Bastos Borges - CTAIBB, em Bom Jesus do Itabapoana) transferido ao Instituto Federal Fluminense.
Fazem parte da estrutura acadêmica duas Bibliotecas Centrais e 28 setoriais, a Coordenação de Arquivos, antigo Arquivo Central localizado no bairro de Charitas, o hospital universitário (Hospital Universitário Antônio Pedro - HUAP) com 276 leitos, o laboratório universitário (Laboratório Universitário Rodolfo Albino - LURA), a Farmácia Universitária, o Espaço UFF de Ciências, o Centro de Assistência Jurídica (CAJUFF), a Policlínica Odontológica, o Hospital Veterinário, o Serviço de Psicologia Aplicada, a Creche UFF, Dispensário-Escola Mazzini Bueno, o Núcleo Experimental de Iguaba Grande, a Fazenda-Escola (Cachoeira de Macacu), a Unidade Avançada José Veríssimo (localizada em Oriximiná, no Estado do Pará) e a Emissora Universitária Unitevê.
O Centro de Artes UFF, centro cultural organizado e mantido pela Universidade Federal Fluminense localizado no prédio da Reitoria da UFF, na Rua Miguel de Frias no.9, bairro de Icaraí. Em seu conjunto de espaços, formando o mais completo centro cultural da cidade, reunindo Galeria de Arte UFF (galeria de artes plásticas), Espaço UFF de Fotografia (galeria de fotografia), Espaço Aberto UFF (instalações e workshops), Cine Arte UFF (sala de cinema) e Teatro da UFF (teatro, dança e música). O Centro de Artes UFF realiza exposições, shows, concertos, ciclos cinematográficos, peças teatrais e apresentações diversas visam promover uma interação artístico-cultural da UFF com a comunidade. Há periodicamente festivais de cinema, dança, música. A UFF possui a Orquestra Sinfônica Nacional (OSN-UFF) , um quarteto de cordas e um quinteto de música antiga.
No total, a UFF possui em torno de 150 edificações - sendo aproximadamente 100 destas localizadas em Niterói -, 349 laboratórios, 437 salas de aula, nove anfiteatros. Além das edificações, existem também, áreas destinadas a esportes, que abrangem um total de 92 792,91 metros quadrados, distribuídos no Campi, possuindo também um total de 5 018 422,00 metros quadrados de área urbanizada.
A UFF possui o prédio de moradia estudantil, que oferece estrutura física e condições de permanência para alunos matriculados que residem em locais distantes dos campus da Universidade e se encontram em situação de vulnerabilidade socieconômica , em conformidade com o com o Decreto n° 7.234 de 19 de julho de 2010 que dispõe sobre o Programa Nacional de Assistência Estudantil (PNAES), e que residem em locais situados a distância mínima de 32 km da unidade. A Universidade Federal Fluminense possui moradia estudantil em funcionamento em Niterói e Rio das Ostras. A Moradia Estudantil do Pólo Universitário de Rio das Ostras está situada à à Rua Recife s/n°, quadra 6, lotes 9 e 10, Jardim Bela Vista - em frente ao Pólo Universitário e atualmente possui capacidade para 48 (quarenta e oito) vagas, sendo 8 (oito) para acessibilidade e a Moradia Estudantil de Niterói está situada dentro do Campus do Gragoatá, à Rua Professor Marcus Waldemar de Freitas Reis, s/nº, São Domingos-e atualmente possui capacidade para 314 (trezentos e quatorze) vagas, sendo 66 (sessenta e seis) para acessibilidade.
A UFF também oferece o serviço de ônibus - BusUFF para os estudantes se locomoverem entre os campi da Universidade. A Unitevê é o canal universitário da UFF e contém uma programação diversificada formada por produções da universidade e parceiros externos, entre os quais estão associações, universidades e membros da comunidade. A UFF possui ainda uma escola de governo, a EGGP (Escola de Governança em Gestão Pública), vinculada à PROGEPE (Pró-Reitoria de Gestão de Pessoas), e que tem a finalidade de promover a formação institucional dos milhares de servidores técnicos e docentes da UFF e outros agentes públicos, nos níveis de capacitação e qualificação.

### Campi

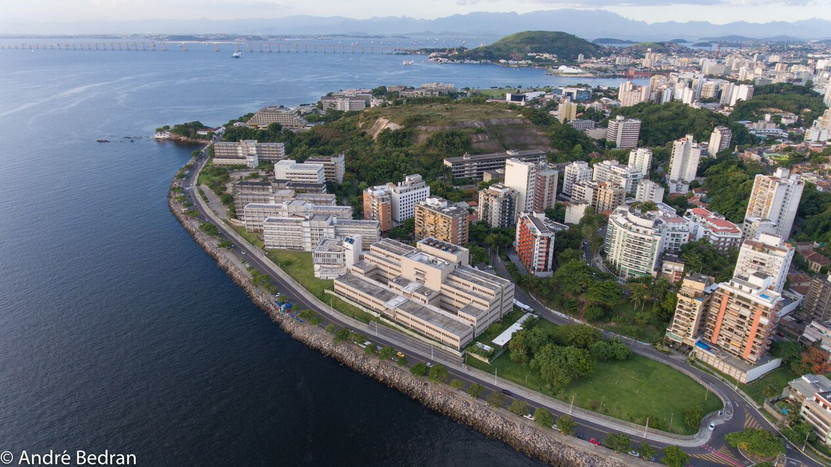
Foto aérea do Campus da Praia Vermelha, segundo maior em Niterói

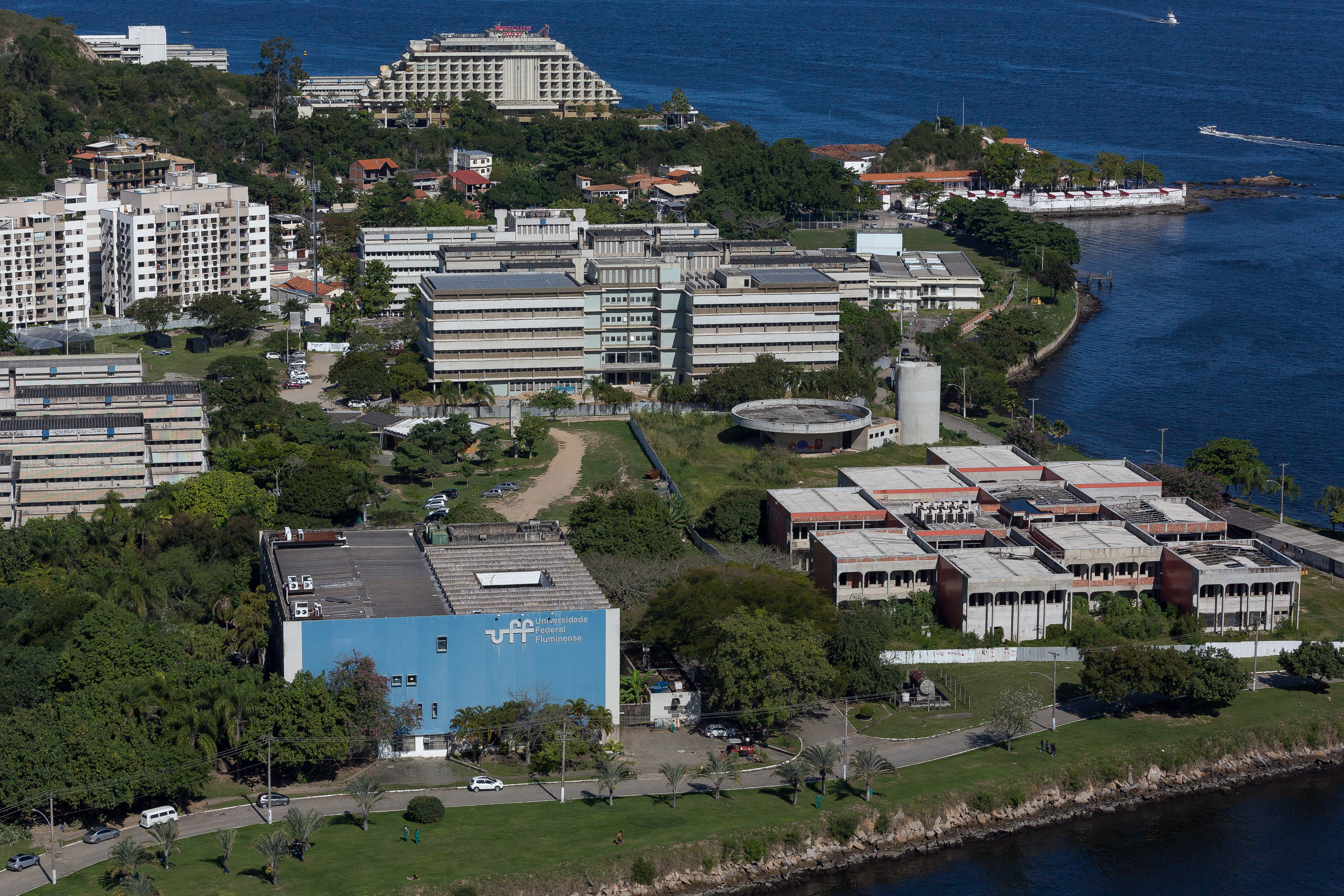
Foto aérea do Campus do Gragoatá, em destaque o prédio da Biblioteca Central

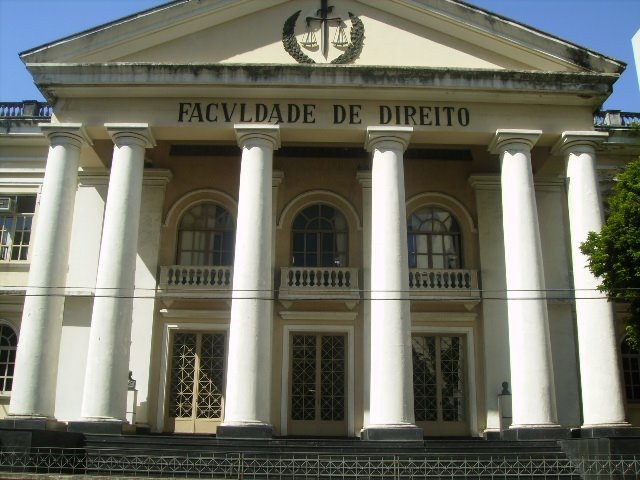
Fachada do prédio principal da Faculdade de Direito da UFF

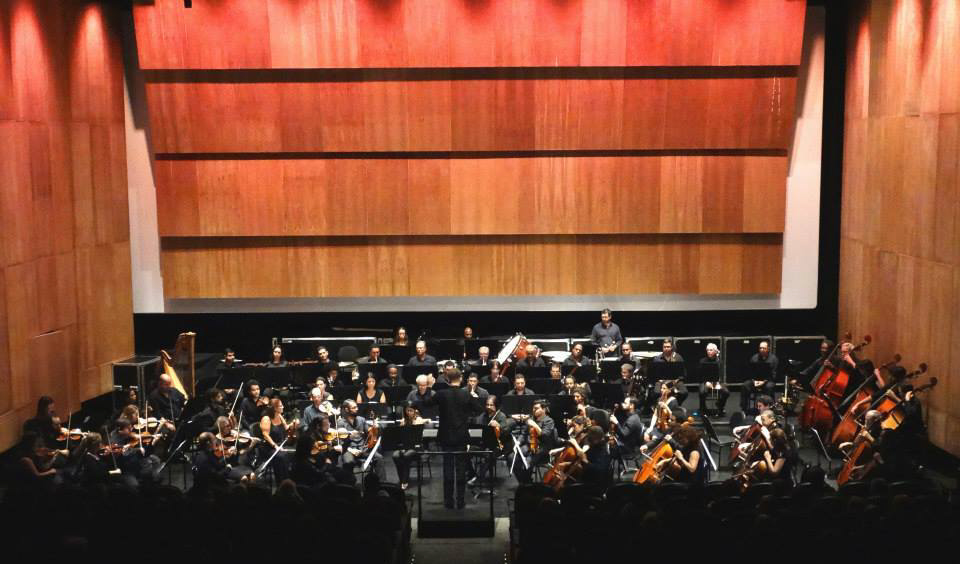
A Orquestra Sinfônica Nacional em apresentação no Centro de Artes UFF, Icaraí

A sede e a maioria das unidades da UFF localizam-se na cidade de Niterói. Na época de sua criação, a cidade era a capital fluminense. A cidade vizinha do Rio de Janeiro constituía seu próprio estado, o estado da Guanabara, desde 21 de abril de 1960, após a transferência da capital federal à recém-construída Brasília. Essa condição terminou em março de 1975, com a fusão dos dois estados, e transferência da capital estadual ao Rio de Janeiro, levando à atual configuração político-administrativa.
Além de Niterói, a instituição possui unidades acadêmicas em diversos municípios do interior do Rio de Janeiro, sendo a universidade federal mais interiorizada do país. Faz também parte do convênio mantenedor do Cederj, que ministra diversos cursos superiores semi-presenciais através de polos localizados por todo o estado.
No município de Niterói (campus sede):
- Reitoria da UFF e Centro de Artes UFF, localizados na Rua Miguel de Frias em Icaraí; onde ensaia e se apresenta a Orquestra Sinfônica Nacional da Universidade Federal Fluminense e que abriga o Cinema, o Teatro e a Galeria de arte da UFF;
- Campus da Praia Vermelha: Instituto de Geociências, Escola de Engenharia, Instituto de Computação, Escola de Arquitetura e Urbanismo e Instituto de Física;
- Campus do Gragoatá: Faculdade de Economia, Escola de Serviço Social, Faculdade de Educação, Instituto de Letras, Instituto de Ciências Humanas e Filosofia, Instituto de História, Instituto de Matemática e Estatística, Faculdade de Turismo e Hotelaria Departamento de Educação Física, Restaurante Universitário, Creche Universitária, Prefeitura do Campus, Biblioteca Central do Gragoatá;
- Campus do Centro de Ciências Médicas (CCM): prédios anexos ao Hospital Universitário Antônio Pedro (HUAP, Faculdade de Medicina e Instituto de Saúde da Comunidade);
- Campus do Valonguinho: Faculdade de Odontologia, Faculdade de Administração, Contabilidade, Instituto de Nutrição, Instituto de Química, Instituto de Biologia, Diretório Central dos Estudantes, Biblioteca Central do Valonguinho, Instituto Anatômico, Policlínica Odontológica, Departamento de Estudos Estratégicos e Relações Internacionais;
- Colégio Universitário Geraldo Reis (Coluni-UFF);
- Escola de Enfermagem da UFF;
- Faculdade de Direito da UFF;
- Faculdade de Farmácia da UFF;
- Faculdade de Veterinária da UFF;
- Instituto de Arte e Comunicação Social da UFF;
- Coordenação de Arquivos (Arquivo Central).

Em outros municípios:
- Campos dos Goytacazes - dois campi: Instituto de Ciências da Sociedade e Desenvolvimento Regional e UFF campus Campos dos Goytacazes - Centro
- Petrópolis - Engenharia de Produção
- Angra dos Reis - Instituto de Educação de Angra dos Reis;
- Nova Friburgo - Faculdade de Odontologia de Nova Friburgo;
- Rio das Ostras - Instituto de Humanidade e Saúde - RHS e Instituto de Ciência e Tecnologia - RCT;
- Volta Redonda -  Instituto de Ciências Humanas e Sociais de Volta Redonda, Escola de Engenharia Industrial Metalúrgica de Volta Redonda e Instituto de Ciências Exatas de Volta Redonda;
- Santo Antônio de Pádua - Instituto do Noroeste Fluminense de Educação Superior;
- Oriximiná, PA (unidade avançada);
- Cachoeiras de Macacu (fazenda-escola);
- Iguaba Grande (núcleo experimental);
- Quissamã;
- Bom Jesus de Itabapoana;
- Cabo Frio;
- Arraial do Cabo;
- São João de Meriti;
- Macaé;
- Itaperuna;
- Miracema.

### Pesquisas
A UFF conta professores de mestrado e doutorado com dedicação a pesquisas científicas e pesquisas acadêmicas. Pesquisas em andamento na UFF em 2020: Programa de Educação Tutorial (PET) Farmácia Viva, Clínica Coração Valente, Laboratório SupraSelen e o combate à Tuberculose, Ambulatório de Dietética e Alimentos Funcionais, Adilson Cabral - Rádio Comunitária, Bruno Penna - Infecções Caninas, Projetos Ciência Sob Tendas, Metais Pesados na Baía de Guanabara, Economia Criativa, Retinose pigmentar, Grupo de Pesquisa Alteridade Psicanálise e Educação, Psicopatologias Contemporâneas - Cláudia Henschel, Tratamento de Isquemia - Paulo Ocke, Práticas de Leitura dos Estudantes da UFF - Joaci Furtado, Doenças Pneumocócicas Invasivas - Felipe Piedade, Jogos Cognitivos para detecção de doenças mentais em idosos, Sergio Barroso - Chocolate e seus benefícios.
Em fevereiro de 2019, a UFF se destaca internacionalmente com pesquisas sobre cidades inteligentes sob a coordenação do professor Luiz Satoru Ochi que trabalha no grupo de pesquisadores do Instituto de Computação. Em março de 2020, a UFF convocou pesquisadores especialistas de diversas universidades para estudar o novo coronavirus COVID-19.

### Administração
Para administrar cerca de R$ 1,9 bilhão em despesas correntes (ano de referência 2019) a UFF é administrada por órgãos superiores executivos e colegiados. Os órgãos superiores executivos são a Reitoria - com o Reitor e o Vice-reitor - assessorado pelas Pró-Reitorias, Superintendências e diretores  e chefes de Departamentos e Núcleos administrativos e Assessorias. Além do Gabinete do Reitor há as Pró-Reitorias, que são: a Pró-Reitoria de Assuntos Estudantis (PROAES), de Pós-Graduação, Pesquisa e Inovação (PROPPi), de Planejamento (PROPLAN), de Extensão (PROEX), de Graduação (PROGRAD) e de Gestão de Pessoas (PROGEPE). As Superintendências são de Comunicação Social (SCS), de Arquitetura, Engenharia e Patrimônio (SAEP), de Documentação (SDC), de Relações Internacionais (SRI), de Operações e Manutenção (SOMA) e de Tecnologia da Informação (STI).
Os órgãos superiores colegiados são os Conselhos Superiores, que na UFF são três: o Conselho Universitário (CUV), o mais importante dos três e cuida dos assuntos políticos-institucionais e administrativos; o Conselho de Ensino, Pesquisa e Extensão (CEPEx), que cuida dos assuntos políticos-pedagógicos; e o Conselho de Curadores (CUR), que cuida do acompanhamento financeiro e fiscalização.
Nas unidades universitárias - Institutos, Faculdades e Escolas - a administração é exercida pela Direção da unidade, dividida por um diretor e um vice-diretor, e pelo Colegiado da unidade. Há ainda o Chefe de Departamento e a Plenária do Departamento, e, no plano dos cursos de graduação e programa de pós-graduação, há a Coordenação de Curso ou de Programa, com o respectivo Colegiado de Curso ou de Programa.

### Aspectos educacionais
Em dezembro de 2005 a UFF contava, no ensino superior, com 2 078 docentes em seu quadro permanente (54 % doutores, 30 % mestres, 9 % com pelo menos uma especialização e os 7% restantes apenas graduados). Com a constante contratação de novos professores, em 2009 esse número chegou a 2 852 (quadro efetivo).
Em 2002 corpo técnico-administrativo contava com 4 187 servidores em seu quadro permanente, sendo 1 263 de nível superior, 2 556 de nível médio e 368 de apoio, sendo esse número de 4 005 em dados de 2009. O corpo discente é formado por 35 599 alunos de graduação, sendo 29 213 de cursos presenciais e 6 386 à distância, 11 675 alunos de pós-graduação, sendo 1 328 em doutorados, 2 253 em mestrados acadêmicos, 449 em mestrados profissionalizantes, 7 500 em especializações e MBAs e 145 em residência médica e multiprofissional.

#### Cursos de graduação
Atualmente são 136 cursos de graduação, espalhados nos campi de Niterói e de outros nove municípios do Estado e a previsão para 2015 é que sejam 11,2 mil vagas - na comparação a Universidade de São Paulo (USP) conta com 58 mil estudantes de graduação contra 49 mil da UFF. Nos últimos 10 anos, a UFF avançou na intensificação da interiorização da universidade no estado do Rio, com cursos de graduação presenciais em Angra dos Reis (2);Campos dos Goytacazes (9); Itaperuna (1); Macaé (3); Miracema (1); Nova Friburgo (3); Petrópolis (1); Rio das Ostras (6); Santo Antônio de Pádua (6); Volta Redonda (13); Arraial do Cabo (1); Cabo Frio (1); Quissamã (1); São João de Meriti (1); e Bom Jesus de Itabapoana (1).